# Дело «Союзного бюро меньшевиков»
Процесс «Союзного бюро меньшевиков» — открытый судебный процесс Специального присутствия Верховного суда Союза ССР, проходивший 1-9 марта 1931 г. в г. Москва над группой из 14 советских хозяйственных работников. По нему проходили: Б. М. Берлацкий, И. Г. Волков, А. М. Гинзбург, В. Г. Громан, Л. Б. Залкинд, В. К. Иков, К. Г. Петунин, И. И. Рубин, А. Л. Соколовский, Н. Н. Суханов, М. И. Тейтельбаум, А. Ю. Финн-Енотаевский, В. В. Шер, М. П. Якубович.
По версии ОГПУ СССР, подсудимые представляли собой «контрреволюционную организацию из осколков прежних меньшевистских организаций и вновь вернувшихся к политической деятельности отдельных меньшевиков», которая «к началу 1923 года наладила старые связи с загранично-эмигрантским меньшевистским центром», поддерживала связь с «руководящими кругами II Интернационала» и вступила в политически-организационный и материальный блок с «Промпартией» и «Трудовой крестьянской партией» (ТКП) в целях восстановление капиталистических отношений в СССР.
Согласно официальному обвинению, все три группы делали ставку на иностранную интервенцию, использовали в своей работе вредительство и дезорганизацию в армии, поддерживали организационную связь с правящими кругами западной буржуазии и получали материальную поддержку от «Торгпрома». «Союзное бюро», сформировавшееся в 1928 г. на «Платформе РСДРП» 1924 г., якобы провело три пленума в 1928, 1929 и 1930 гг.
По распространенному в «самиздате» заявлению Якубовича, организация была «сконструирована» следователями ОГПУ по образцу «Промпартии» и «ТКП». Включенные в неё следователями меньшевики давно порвали с РСДРП, и лишь один из группы осужденных (к тому времени уже умерший В. К. Иков) поддерживал связь с зарубежным центром РСДРП и возглавлял некое «Московское бюро» партии, о котором он на следствии умолчал.
Однако меньшевики в 1920-х годах действительно проявляли политическую активность. Согласно архивным данным органов ОГПУ, в период с 1923 по 1928 г. только в Москве были ликвидированы 6 составов нелегальных бюро ЦК меньшевиков, 3 состава малого бюро ЦК, бюро Московского комитета меньшевиков, 4 склада литературы, архив бюро ЦК партии и т. п. В СССР для организации подпольной работы направлялись эмиссары «Заграничного бюро». Так, в 1928 г. в г. Баку была арестована эмиссар заграничного ЦК меньшевиков Е. Л. Бройдо, а в 1929 г. — ещё один нелегал, М. А. Броунштейн-Валерианов. Их пытались привлечь к планировавшему судебному процессу, но безуспешно. За отказ от сотрудничества с ОГПУ они были наказаны новыми сроками лишения свободы.
Всего по делу «Союзного бюро ЦК РСДРП меньшевиков» в разное время были привлечены к ответственности 122 человека, включая уже арестованных ранее. Однако на открытый суд решились вывести только 14. Остальных осудили заочно Коллегией ОГПУ СССР.
По воспоминаниям Якубовича, к подследственным применялись посулы смягчения наказания и пытки: изоляция в одиночных камерах, лишение сна, помещение в горячий или холодный карцер, избиения, удушения. За несколько дней до начала процесса в кабинете старшего следователя Д. М. Дмитриева состоялось заседание 14 обвиняемых и 3 следователей (Апресян, Наседкин, Радищев). Обвиняемые знакомились друг с другом, согласовывали и репетировали своё поведение в суде. Потребовалось два таких «заседания».
На суде все подсудимые были признаны виновными по статьям 58-11 (участие в контрреволюционной организации), 58-4 (связь с зарубежной буржуазией), 58-7 (вредительство) Уголовного Кодекса РСФСР и получили различные сроки лишения свободы: А. М. Гинзбург, В. Г. Громан, К. Г. Петунин, Н. Н. Суханов, А. Ю. Финн-Енотаевский, В. В. Шер, М. П. Якубович — 10 лет с поражением в политических правах на 5 лет; Б. М. Берлацкий, Л. Б. Залкинд, В. К. Иков, А. Л. Соколовский — 8 лет и 3 года поражения в правах; И. Г. Волков, И. И. Рубин, М. И. Тейтельбаум — 5 лет и 2 года поражения в правах. При этом первоначальным местом лишения свободы были назначены политические изоляторы (тюрьмы особого назначения), которое к концу срока могли заменить на трудовой лагерь или ссылку.
В дальнейшем подсудимые по этому делу подвергались новым репрессиям, и дожили до частичной реабилитации лишь двое (Иков и Якубович). При этом в период «хрущевской оттепели» отменены были лишь более поздние приговоры, но не основной, по делу «Союзного бюро». Приговоры по делам «Союзного бюро меньшевиков», «Промпартии» и ТКП были отменены лишь в период перестройки, в результате работы Комиссии А. Н. Яковлева.
Сотрудники Экономического управления ОГПУ СССР, ведшие следствие по делу, Д. З. Апресян, Д. М. Дмитриев, А. А. Наседкин, были расстреляны в годы большого террора, не реабилитированы.